# Aromaševo
Aromaševo (in russo Аромашево?) è un villaggio della Russia asiatica nell'oblast' di Tjumen'; è il centro amministrativo del rajon Aromaševskij.
Si trova sul fiume Vagaj, 200 km (in linea d'aria) a est-sud-est di Tjumen'.